# Ekaterina Trendafilova
Ekaterina Trendafilova (in bulgaro Екатерина Трендафилова?; Sofia, 20 giugno 1953) è una giudice bulgara della Corte penale internazionale, Divisione Preliminare.
Eletta dall'Assemblea degli Stati Parte nel Gruppo degli Stati europei orientali, Lista A, l'11 marzo 2006 per nove anni.